# Watansoppeng
Watansoppeng is een plaats in de Indonesische provincie Zuid-Sulawesi (Sulawesi Selatan) op het eiland Sulawesi. 